# Erasinus flavibarbis
Erasinus flavibarbis är en spindelart som beskrevs av Simon 1902. Erasinus flavibarbis ingår i släktet Erasinus och familjen hoppspindlar. Inga underarter finns listade i Catalogue of Life.